# Селенид ванадия(III)
Селенид ванадия(III) — неорганическое соединение
ванадия и селена с формулой V2Se3,
серые кристаллы с металлическим блеском.

## Получение
- Реакция чистых веществ:

{\displaystyle {\mathsf {2V+3Se\ {\xrightarrow {T}}\ V_{2}Se_{3}}}}

## Физические свойства
Селенид ванадия(III) образует серые кристаллы с металлическим блеском.